# The Singles: The First Ten Years
The Singles: The First Ten Years is een dubbel compilatiealbum van de Zweedse popgroep ABBA uit 1982. Op het album staan (bijna) alle verschenen singles uit hun eerste tien jaar inclusief twee nieuwe nummers: The Day Before You Came en Under Attack.

## Track lijst

### Kant A
1. "Ring Ring" (Anderson, Andersson, Cody, Sedaka, Ulvaeus) – 3:04
2. "Waterloo" (Anderson, Andersson, Ulvaeus) – 2:42
3. "So Long" (Andersson, Ulvaeus) – 3:05
4. "I Do, I Do, I Do, I Do, I Do" (Anderson, Andersson, Ulvaeus) – 3:15
5. "SOS" (Anderson, Andersson, Ulvaeus) – 3:20
6. "Mamma mia" (Anderson, Andersson, Ulvaeus) – 3:32
7. "Fernando" (Anderson, Andersson, Ulvaeus) – 4:13

### Kant B
1. "Dancing Queen" (Anderson, Andersson, Ulvaeus) – 3:51
2. "Money, Money, Money" (Andersson, Ulvaeus) – 3:05
3. "Knowing Me, Knowing You" (Anderson, Andersson, Ulvaeus) – 4:01
4. "The Name of the Game" (Anderson, Andersson, Ulvaeus) – 3:59
5. "Take a Chance on Me" (Andersson, Ulvaeus) – 4:05
6. "Summer Night City" (Andersson, Ulvaeus) – 3:34

### Kant C
1. "Chiquitita" (Andersson, Ulvaeus) – 5:24
2. "Does Your Mother Know" (Andersson, Ulvaeus) – 3:13
3. "Voulez-Vous" (Andersson, Ulvaeus) – 5:07
4. "Gimme! Gimme! Gimme! (A Man After Midnight)" (Andersson, Ulvaeus) – 4:50
5. "I Have a Dream" (Andersson, Ulvaeus) – 4:42

### Kant D
1. "The Winner Takes It All" (Andersson, Ulvaeus) – 4:54
2. "Super Trouper" (Andersson, Ulvaeus) – 4:12
3. "One of Us" (Andersson, Ulvaeus) – 3:56
4. "The Day Before You Came" (Andersson, Ulvaeus) – 5:50
5. "Under Attack" (Andersson, Ulvaeus) – 3:46

## Uitgebrachte singles
| Single met eventuele hitnotering(en) in de Nederlandse Top 40 | Datum van verschijnen | Datum van binnenkomst | Hoogste positie | Aantal weken | Opmerkingen |
| ------------------------------------------------------------- | --------------------- | --------------------- | --------------- | ------------ | ----------- |
| The day before you came                                       | 1982                  | 30-10-1982            | 3               | 7            | Alarmschijf |
| Under attack                                                  | 1982                  | 11-12-1982            | 5               | 6            |             |